# Đội trẻ Manchester United F.C. mùa bóng 2007–08
Mùa giải Premier Reserve League 2007-2008 (chính thức được gọi là Barclays Premier Reserve League 2007-2008 vì lý do nhà tài trợ) là mùa giải thứ chín kể từ khi thành lập của Giải Premier Reserve League. Mùa bắt đầu vào ngày 01 tháng 9 năm 2008 và kết thúc với trận play-off cuối cùng giữa nhà vô địch khu phía Bắc và nhà vô địch khu phía Nam vào ngày 21 tháng 5 năm 2009. Trận đấu giữa Đội trẻ United và đội trẻ Liverpool có số lượng khán giả đến sân nhiều nhất với khoảng 10 546 người tham dự. Đội dự bị Manchester United (Hay còn gọi là đội U21 Manchester United) là đội trẻ cao nhất của câu lạc bộ bóng đá Manchester United F.C chơi ở khu phía Bắc thuộc giải Giải Premier Reserve League dành cho lứa tuổi dưới U-21. Đội dự bị Manchester United kết thúc mùa giải khu phía Bắc với vị trí thứ ba nên không được quyền tham dự trận chung kết cuối cùng của mùa giải. Đội dự bị Manchester United cũng tham gia vào giải Manchester Senior Cup 2007-2008 và Lancashire Senior Cup 2007-2008.
Mùa giải Premier Academy League 2007-2008 là mùa giải thứ 11 kể từ khi thành lập của Giải Premier Academy League dành cho lứa tuổi U18. Có 41 đội học viện tham dự, chia thành 4 bảng đấu A-B-C-D trong đó Bảng A có 11 đội. Đội học viện Manchester United (Hay còn gọi đội U18 Manchester United) là đội trẻ thứ hai của câu lạc bộ bóng đá Manchester United F.C. Đội bóng chơi ở giải Premier Academy League 2007-2008 dành cho lứa tuổi dưới U-18. Đội học viện Manchester United cũng tham gia vào giải FA Youth Cup 2008-2009 và Milk Cup 2008.

## Đội dự bị Manchester United

### Lancashire Senior Cup 2007-2008
| Thời gian  | Vòng đấu  | Đối thủ          | H/N/A                            | Tỷ số Bt-Bb | Cầu thủ ghi bàn                                    | Số lượng khán giả |
| ---------- | --------- | ---------------- | -------------------------------- | ----------- | -------------------------------------------------- | ----------------- |
| 17/01/2008 | Tứ kết    | Oldham Athletic  | Victoria Stadium, Northwich      | 4 - 0       | McCormack 2, Fagan 23, Hewson 45 (pen), S Evans 70 |                   |
| 24/04/2008 | Bán kết   | Bolton Wanderers | A                                | 2 - 1       | Eagles 26, Macheda 32                              |                   |
| 30/07/2008 | Chung kết | Liverpool        | Lancashire County FA HQ, Leyland | 3 - 2       | Cleverley 28, Gray 51, Drinkwater 87               |                   |

### Manchester Senior Cup 2007-2008
Mùa giải này, có 6 đội tham dự, mỗi đội phải gặp nhau một lần. Với mỗi trận thắng được 3 điểm, hòa trong 90 phút được 1 điểm nhưng trận đấu phải kết thúc bằng loạt Penalty để phân thắng bại. Hai đội đứng đầu bảng vào chơi trận chung kết vào ngày 11/05/2008. Đội trẻ United thắng tất cả các trận ở vòng bảng và giành quyền vào chơi trận chung kết với đội xếp thứ hai đó là Bolton Wanderers.

Bảng xếp hạng chung cuộc
| Vị trí | Câu lạc bộ                  | Số trận | Thắng | Thua | Bàn thắng | Bàn thua | Hiệu số | Điểm |
| ------ | --------------------------- | ------- | ----- | ---- | --------- | -------- | ------- | ---- |
| 1      | Đội dự bị Manchester United | 5       | 5     | 0    | 18        | 3        | +15     | 15   |

Chi tiết các trận đấu
| Thời gian  | Vòng đấu  | Đối thủ          | H/N/A                       | Tỷ số Bt-Bb | Cầu thủ ghi bàn                                   | Số lượng khán giả |
| ---------- | --------- | ---------------- | --------------------------- | ----------- | ------------------------------------------------- | ----------------- |
| 01/11/2007 | Vòng 1    | Stockport County | Victoria Stadium, Northwich | 6 - 1       | Eagles 18, S Evans 47, Dong 61, 74, Brandy 62, 63 |                   |
| 22/11/2007 | Vòng 2    | Bury FC          | Victoria Stadium, Northwich | 5 - 0       | S Evans 8, Fagan 23, 86, Dong 30, Welbeck 78      |                   |
| 31/01/2008 | Vòng 3    | Bolton Wanderers | Victoria Stadium, Northwich | 3 - 2       | S Evans 12, Eagles 33, Cathcart 38                |                   |
| 07/02/2008 | Vòng 4    | Manchester City  | Victoria Stadium, Northwich | 2 - 0       | Eagles 7, 10                                      |                   |
| 21/04/2008 | Vòng 5    | Oldham Athletic  | A                           | 2 - 0       | Eagles 34, Hewson (pen) 90                        |                   |
| 11/05/2008 | Chung kết | Bolton Wanderers | Victoria Stadium, Northwich | 2 - 0       | Welbeck 79, Possebon 90                           |                   |

### Premier Reserve League 2007-2008
Bảng xếp hạng Premier Reserve League North
| Vị trí | Câu lạc bộ                  | Số trận | Thắng | Hòa | Thua | Bàn thắng | Bàn thua | Hiệu số | Điểm |
| ------ | --------------------------- | ------- | ----- | --- | ---- | --------- | -------- | ------- | ---- |
| 1      | Đội dự bị Liverpool(C)      | 18      | 13    | 4   | 1    | 31        | 8        | +23     | 43   |
| 2      | Đội dự bị Manchester City   | 18      | 8     | 6   | 4    | 34        | 29       | +5      | 30   |
| 3      | Đội dự bị Manchester United | 18      | 8     | 5   | 5    | 25        | 19       | +6      | 29   |

Chi tiết Vòng bảng
| Thời gian  | Vòng đấu | Đối thủ          | H/N/A                   | Tỷ số Bt-Bb | Cầu thủ ghi bàn                      | Số lượng khán giả |
| ---------- | -------- | ---------------- | ----------------------- | ----------- | ------------------------------------ | ----------------- |
| 30/08/2007 | Vòng 1   | Everton          | Sân Victoria, Northwich | 1 - 0       | Brandy 84                            |                   |
| 04/09/2007 | Vòng 2   | Manchester City  | A                       | 1 - 3       | Campbell 51                          |                   |
| 27/09/2007 | Vòng 3   | Bolton Wanderers | Sân Victoria, Northwich | 1 - 1       | Own goal 14                          |                   |
| 01/10/2007 | Vòng 4   | Blackburn Rovers | A                       | 0 - 1       |                                      |                   |
| 11/10/2007 | Vòng 5   | Liverpool        | Sân Victoria, Northwich | 1 - 1       | Lee 82                               |                   |
| 06/11/2007 | Vòng 6   | Middlesbrough    | A                       | 2 - 1       | Brandy 80, Dong 90                   |                   |
| 14/11/2007 | Vòng 7   | Wigan Athletic   | A                       | 1 - 0       | Brandy 50                            |                   |
| 29/11/2007 | Vòng 8   | Sunderland       | Sân Victoria, Northwich | 2 - 0       | Eagles 58, Brandy 90                 |                   |
| 09/01/2008 | Vòng 9   | Everton          | A                       | 2 - 2       | Neville 21, S Evans 63               |                   |
| 23/01/2008 | Vòng 10  | Bolton Wanderers | A                       | 2 - 0       | Cleverley 89, 90                     |                   |
| 14/02/2008 | Vòng 11  | Blackburn Rovers | Sân Victoria, Northwich | 1 - 2       | Welbeck 89                           |                   |
| 21/02/2008 | Vòng 12  | Wigan Athletic   | Sân Victoria, Northwich | 1 - 1       | Simpson 90                           |                   |
| 26/02/2008 | Vòng 13  | Liverpool        | A                       | 0 - 2       |                                      |                   |
| 06/03/2008 | Vòng 14  | Middlesbrough    | Sân Victoria, Northwich | 2 - 1       | Hewson 44, Eagles 84                 |                   |
| 12/03/2008 | Vòng 15  | Sunderland       | A                       | 0 - 1       |                                      |                   |
| 20/03/2008 | Vòng 16  | Manchester City  | Sân Victoria, Northwich | 4 - 1       | Welbeck 42, 58, 74 (pen), Simpson 48 |                   |
| 27/03/2008 | Vòng 17  | Newcastle United | Sân Victoria, Northwich | 3 - 1       | Macheda 54, Welbeck 55, Eagles 60    |                   |
| 31/03/2008 | Vòng 18  | Newcastle United | A                       | 1 - 1       | S Evans 1                            |                   |

### Giao hữu trước mùa giải 2007-2008
| Thời gian  | Vòng đấu                             | Đối thủ             | H/N/A     | Tỷ số Bt-Bb | Cầu thủ ghi bàn                   | Số lượng khán giả |
| ---------- | ------------------------------------ | ------------------- | --------- | ----------- | --------------------------------- | ----------------- |
| 14/07/2007 | Giao hữu                             | Hyde United         | A         | 2 - 1       | Campbell 28, Hewson 43            |                   |
| 18/07/2007 | Giao hữu                             | Altrincham          | A         | 2 - 1       | S Evans 8, Lee 32                 |                   |
| 21/07/2007 | Giao hữu                             | Fleetwood Town      | A         | 1 - 1       | Rossi 89                          |                   |
| 25/07/2007 | Giao hữu                             | Port Vale           | A         | 2 - 3       | Rossi 20, Campbell 30             |                   |
| 04/08/2007 | Giao hữu                             | Peterborough United | A         | 3 - 1       | A Eckersley 22, Jones 72, Dong 77 |                   |
| 18/09/2007 | Giao hữu                             | Sporting Lisbon     | A         | 2 - 5       | Dong, Martin                      |                   |
| 16/10/2007 | Giao hữu                             | Newcastle Town      | A         | 3 - 2       | Fagan, Welbeck (2)                |                   |
| 23/10/2007 | Giao hữu                             | Dinamo Kyiv         | A         | 0 - 0       |                                   |                   |
| 08/05/2008 | Trafford Training Centre, Carrington | United States U20   | Eagles 72 | 1 - 2       | Eagles 72                         |                   |

## Đội học viện Manchester United

### Pele Challenge 2007
Huấn luyện viên Paul McGuinness sẽ dẫn dắt các cầu thủ học viện United tham dự giải Pele Challenge năm 2007 nhằm tôn vinh vua bóng đá Pele. Tất cả các trận đấu sẽ được theo dõi bởi huyền thoại người Brazil ông Pelé.
| Thời gian  | Vòng đấu | Đối thủ          | H/N/A | Tỷ số Bt-Bb | Cầu thủ ghi bàn              | Số lượng khán giả |
| ---------- | -------- | ---------------- | ----- | ----------- | ---------------------------- | ----------------- |
| 06/11/2007 | Giao hữu | Sheffield United | N     | 1 - 1       | Bryan 21                     |                   |
| 07/11/2007 | Giao hữu | Sao Paolo        | N     | 1 - 4       | Own goal                     |                   |
| 08/11/2007 | Giao hữu | FC Porto         | N     | 4 - 0       | Curran, Macheda, Brandão (2) |                   |

### Premier Academy League 2007-2008
Bảng xếp hạng Academy Bảng C
Chi tiết các trận đấu
| Thời gian  | Vòng đấu | Đối thủ                 | H/N/A                                | Tỷ số Bt-Bb | Cầu thủ ghi bàn                                 | Số lượng khán giả |
| ---------- | -------- | ----------------------- | ------------------------------------ | ----------- | ----------------------------------------------- | ----------------- |
| 18/08/2007 | Vòng 1   | Leeds United            | Trafford Training Centre, Carrington | 0 - 3       |                                                 |                   |
| 25/08/2007 | Vòng 2   | Cardiff City            | A                                    | 1 - 5       | Brandão 20                                      |                   |
| 01/09/2007 | Vòng 3   | Nottingham Forest       | Trafford Training Centre, Carrington | 1 - 0       | Gill 90                                         |                   |
| 08/09/2007 | Vòng 4   | Sheffield Wednesday     | Trafford Training Centre, Carrington | 2 - 0       | Eikrem 10, Stewart 39                           |                   |
| 15/09/2007 | Vòng 5   | Barnsley                | A                                    | 1 - 0       | Macheda 50                                      |                   |
| 22/09/2007 | Vòng 6   | Huddersfield Town       | Trafford Training Centre, Carrington | 1 - 0       | Curran 67                                       |                   |
| 29/09/2007 | Vòng 7   | Manchester City         | Trafford Training Centre, Carrington | 2 - 3       | Eikrem 14, Macheda 72                           |                   |
| 06/10/2007 | Vòng 8   | Crewe Alexandra         | Trafford Training Centre, Carrington | 0 - 1       |                                                 |                   |
| 13/10/2007 | Vòng 9   | Stoke City              | A                                    | 2 - 1       | James 12, Drinkwater 75                         |                   |
| 20/10/2007 | Vòng 10  | West Bromwich Albion    | Trafford Training Centre, Carrington | 7 - 0       | Welbeck 8, 20, 31, 53, Macheda 45, Ajose 65, 71 |                   |
| 27/10/2007 | Vòng 11  | Blackburn Rovers        | A                                    | 3 - 2       | Derbyshire 44, Macheda 57, C Evans 77           |                   |
| 31/10/2007 | Vòng 12  | Bolton Wanderers        | The Cliff, Salford                   | 2 - 0       | Stewart 26, Macheda 74                          |                   |
| 10/11/2007 | Vòng 13  | Wolverhampton Wanderers | A                                    | 3 - 1       | Brandão 12, 89, Norwood 22                      |                   |
| 17/11/2007 | Vòng 14  | Everton                 | A                                    | 0 - 2       |                                                 |                   |
| 01/12/2007 | Vòng 15  | Liverpool               | Trafford Training Centre, Carrington | 2 - 2       | Welbeck 53, 58                                  |                   |
| 04/12/2007 | Vòng 16  | West Bromwich Albion    | A                                    | 3 - 1       | Eikrem 7, James 47, Macheda 72                  |                   |
| 05/01/2008 | Vòng 17  | Wolverhampton Wanderers | Trafford Training Centre, Carrington | 3 - 1       | Welbeck 26, Stewart 44, C Evans 53              |                   |
| 12/01/2008 | Vòng 18  | Bolton Wanderers        | A                                    | 1 - 0       | Macheda 75                                      |                   |
| 19/01/2008 | Vòng 19  | Liverpool               | A                                    | 1 - 0       | Bryan 78                                        |                   |
| 26/01/2008 | Vòng 20  | Everton                 | Trafford Training Centre, Carrington | 3 - 3       | Welbeck 18, Macheda 76, Drinkwater 86           |                   |
| 02/02/2008 | Vòng 21  | Blackburn Rovers        | Trafford Training Centre, Carrington | 2 - 1       | Brandão 25, Norwood 37                          |                   |
| 05/02/2008 | Vòng 22  | Manchester City         | A                                    | 0 - 5       |                                                 |                   |
| 16/02/2008 | Vòng 23  | Crewe Alexandra         | A                                    | 2 - 1       | C Evans 64, Bryan 90                            |                   |
| 01/03/2008 | Vòng 24  | Stoke City              | Trafford Training Centre, Carrington | 2 - 2       | Macheda 47, 61                                  |                   |
| 15/03/2008 | Vòng 25  | Middlesbrough           | A                                    | 0 - 2       |                                                 |                   |
| 29/03/2008 | Vòng 26  | Sunderland              | Trafford Training Centre, Carrington | 1 - 5       | Curran 83                                       |                   |
| 05/04/2008 | Vòng 27  | Sheffield United        | A                                    | 1 - 1       | Macheda 4                                       |                   |
| 15/04/2008 | Vòng 28  | Newcastle United        | A                                    | 1 - 1       | Stewart 83                                      |                   |

### FA Youth Cup 2007-2008
| Thời gian  | Vòng đấu | Đối thủ                  | H/N/A                                | Tỷ số Bt-Bb | Cầu thủ ghi bàn      | Số lượng khán giả |
| ---------- | -------- | ------------------------ | ------------------------------------ | ----------- | -------------------- | ----------------- |
| 13/12/2007 | Vòng 3   | Brighton and Hove Albion | Trafford Training Centre, Carrington | 2 - 1       | Bryan 75, Macheda 80 |                   |
| 15/01/2008 | Vòng 4   | Carlisle United          | Trafford Training Centre, Carrington | 1 - 2       | Welbeck 42           |                   |

### Milk Cup 2007
| Thời gian  | Vòng đấu  | Đối thủ            | H/N/A | Tỷ số Bt-Bb | Cầu thủ ghi bàn              | Số lượng khán giả |
| ---------- | --------- | ------------------ | ----- | ----------- | ---------------------------- | ----------------- |
| 30/07/2007 | Vòng 1    | South Coast Bayern | N     | 2 - 2       | Welbeck, Eikrem              |                   |
| 31/07/2007 | Vòng 2    | County Down        | N     | 3 - 0       | Eikrem, Ajose, Welbeck (pen) |                   |
| 01/08/2007 | Vòng 3    | Bayern Munich      | N     | 2 - 2       | Ajose, James                 |                   |
| 02/08/2007 | Bán kết   | Benfica            | N     | 2 - 0       | Craddock, Welbeck            |                   |
| 03/08/2008 | Chung kết | Fluminense         | N     | 1 - 2       | Welbeck                      |                   |

### BlueStars Youth Cup 2008
Đội trẻ Man Utd tham dự giải đấu này tại Zurich, Thụy Sĩ cùng Bảng 2 với các đội trẻ Villarreal CF (Tây Ban Nha), FC Basel (Thụy Sĩ), Grasshoppers Zurich (Thụy Sĩ) và Partizan Belgrade (Serbia). Đội trẻ Man Utd không vượt qua vòng Bảng và tranh vị trí 3/4 với đội trẻ Hamburger SV.
| Thời gian  | Vòng đấu      | Đối thủ             | H/N/A | Tỷ số Bt-Bb | Cầu thủ ghi bàn                                  | Số lượng khán giả |
| ---------- | ------------- | ------------------- | ----- | ----------- | ------------------------------------------------ | ----------------- |
| 30/04/2008 | Vòng bảng     | Grasshoppers Zurich | N     | 4 - 0       | Macheda 2, Hewson 6 (pen), Galbraith 25, King 35 |                   |
| 30/04/2008 | Vòng bảng     | Villarreal CF       | N     | 0 - 1       |                                                  |                   |
| 01/05/2008 | Vòng bảng     | FC Basel            | N     | 0 - 3       |                                                  |                   |
| 01/05/2008 | Vòng bảng     | Partizan Belgrade   | N     | 2 - 0       | Hewson 15, Galbraith 20                          |                   |
| 01/05/2008 | Tranh 3rd/4th | Hamburger SV        | N     | 1 - 0       | King 35                                          |                   |

### Champions Youth Cup 2007
Đội U19 Manchester United tham dự giải đấu này được tổ chức tại Malaysia từ ngày 5 tháng 8 đến ngày 19 tháng 8 năm 2007. Giải đấu Champions Youth Cup 2007 được đề xuất bởi các nước G-14 sẽ tổ chức một giải đấu trẻ dành cho các câu lạc bộ lớn trên thế giới, bao gồm 16 đội được chia thành 4 Bảng A-B-C-D. Đội U19 United nằm cùng Bảng với các đội Internazionale (Italia), Boca Juniors (Argentina) và Porto (Bồ Đào Nha). Đội trẻ United lên ngôi vô địch khi đánh bại Juventus với tỷ số 1-0 tại sân vận động National tại thủ đô Kuala Lumpur của Malaysia với bàn thắng duy nhất của Febian Brandy ở phút 50.
Bảng xếp hạng Bảng C
| Đội                        | Số Trận | Thắng | Hòa | Thua | Bàn thắng | Bàn thua | Hiệu số | Điểm |
| -------------------------- | ------- | ----- | --- | ---- | --------- | -------- | ------- | ---- |
| F.C. Internazionale Milano | 3       | 2     | 1   | 0    | 5         | 3        | 2       | 7    |
| Manchester United          | 3       | 2     | 0   | 1    | 5         | 4        | 1       | 6    |
| Club Atlético Boca Juniors | 3       | 0     | 2   | 1    | 5         | 6        | −1      | 2    |
| F.C. Porto                 | 3       | 0     | 1   | 2    | 1         | 3        | −2      | 1    |

Kết quả vòng đấu bảng
| Thời gian  | Vòng đấu  | Đối thủ      | H/N/A                       | Tỷ số Bt-Bb | Cầu thủ ghi bàn                    | Số lượng khán giả |
| ---------- | --------- | ------------ | --------------------------- | ----------- | ---------------------------------- | ----------------- |
| 09/08/2007 | Vòng bảng | FC Porto     | Hang Jebat Stadium, Malacca | 1 - 0       | Brandy 20                          |                   |
| 11/08/2007 | Vòng bảng | Boca Juniors | Hang Jebat Stadium, Malacca | 3 - 2       | Drinkwater 5, Hewson 23, Brandy 40 |                   |
| 13/08/2007 | Vòng bảng | Inter Milan  | Hang Jebat Stadium, Malacca | 1 - 2       | McCormack 26                       |                   |

Kết quả vòng đấu loại trực tiếp
| Thời gian  | Vòng đấu       | Đối thủ      | H/N/A                           | Tỷ số Bt-Bb | Cầu thủ ghi bàn   | Số lượng khán giả |
| ---------- | -------------- | ------------ | ------------------------------- | ----------- | ----------------- | ----------------- |
| 15/08/2007 | Vòng tứ kết    | FC Barcelona | Shah Alam Stadium, Kuala Lumpur | 1 - 0       | Kiaran Lee 19     |                   |
| 17/08/2007 | Vòng bán kết   | Flamengo     | National Stadium, Kuala Lumpur  | 2 - 1       | Hewson 25, 63     |                   |
| 19/08/2007 | Vòng chung kết | Juventus     | National Stadium, Kuala Lumpur  | 1 - 0       | Febian Brandy 50' |                   |